# 仁井聡子
仁井 聡子（にい さとこ、1974年5月13日 - ）は、日本のDJ。広島県出身。血液型B型。

## 来歴
幼稚園から小学校卒業まで名古屋市千種区で過ごす。小学4年生の頃にDJになりたいと思うようになる。
中学1年生で広島県廿日市市宮島口へ引っ越す。1ヶ月だけ吹奏楽部に所属した。初めてのコンサートは広島厚生年金会館で行われたブルーハーツであった。
来阪した際、ホテルで開局直後のFM802を聞き、「ここのDJになりたい！いや、なる！」と決意する。
高校時代、16歳で中国放送のオーディション番組『ミッドナイトデビュー』に短大生と自称し応募、二次審査で実際は高校生であることを告白するも合格。「ブルガリア聡子」名義でラジオデビュー。
関西女学院短期大学卒業後、1995年にHFM「ミュージックジャングル」等を担当。同年にFM802のDJオーディションに合格し、『FUNKY JAMS 802』でFM802デビューする。のちにFM802で土・日曜朝の『WEEKEND A-GO-GO!』や『ROCK KIDS 802』のDJを経て、1999年10月から『FLOWER AFTERNOON』水・木曜DJを担当し、人気を集めるようになった。
2002年3月に結婚を報告。結婚式は出雲大社で行った。同年9月第一子となる長女を出産し、1女の母親である。また、それを機に大阪を離れ、その後は活動の場を東京へと移し、AM・FM問わず様々な番組のDJを担当した。2013年4月6日から再びFM802でレギュラー番組を担当することとなると共に、再び関西へ戻った。2025年4月からはFM COCOLOに移籍した。
2014年2月20日、プロレスラーである大谷晋二郎の結婚披露宴の司会を務めた。披露宴開始直前、履いていたピンヒールのヒール部分が取れるが、養生テープを借り補修し、ことなきを得る。
2016年7月から9月にかけ、急性声帯浮腫により番組を欠席。

## 人物
兄が一人いる二人兄妹の第二子で長女。
阪神・淡路大震災の際には神戸元町に居住していた。
好きなものは天津飯、電車、プロレス。
将来の夢はベッド・アンド・ブレックファストを経営すること。

## 交友関係
FM802時代から、中島ヒロトや加藤美樹と仲が良いことで知られ、特に加藤のことは姉と慕う。また、かつて朝日放送テレビアナウンサーだった橋詰優子とは小学生の時のクラスメイトである。

## 出演

### ラジオ番組

#### 現在
FM COCOLO
- GOOD MO-NII（2025年4月1日 - ）

#### 過去
NACK5
- NACK WITH YOU（2007年5月14日 - 17日、あいざわ元気のピンチヒッター）
- NACK5 SUMMER SPECIAL SUPER RESORT IN KARUIZAWA "WHAT'S SUMMER 2007"（2007年7月21日・22日）
- メルリクBOX デラックス（2007年10月 - 2008年3月・2008年10月 - 2009年3月）
- Fresh Up 9（2009年3月 - 2012年9月）
- Sunny Day Saturday（2012年10月 - 2013年3月）

FM802
- FUNKY JAMS 802
- WEEKEND A-GO-GO!
- ROCK KIDS 802（1997年 - 1999年）
- FLOWER AFTERNOON（1999年 - 2002年）
- National presents LOVE & GREEN（2006年11月23日）
- National presents LOVE for CHILDREN（2007年6月、「PODCAST802 Special」として配信）
- Saturday Amusic Islands Morning Edition （2013年4月 - 2025年3月29日）
- MUSIC Play-STANDARD（2024年6月 - 10月、週替わり担当）

FMヨコハマ
- MORNING STEPS FRIDAY（2001年4月 - 2001年12月）

HFM
- MUSIC JUNGLE（水曜担当）
- COUNTDOWN RADIO WEST "NiiのRadio Blavo!"

文化放送
- 斉藤一美 ラジオかぶりつき（2006年10月 - 2007年3月）

InterFM
- WAKU WAKU（2012年10月 - 2013年3月）

Viewsic
- MCL MUSIC CHIPS LIQUIDZER（1998年 - 1999年）
- MUSIC TODAY マキシマム！（1999年 - 2001年）

テレビ新広島
- かおすTV（1995年）

### CM
- JR西日本『tabiwaトラベル』（2024年 - 、FM802 ラジオCM）[21]